# Costão

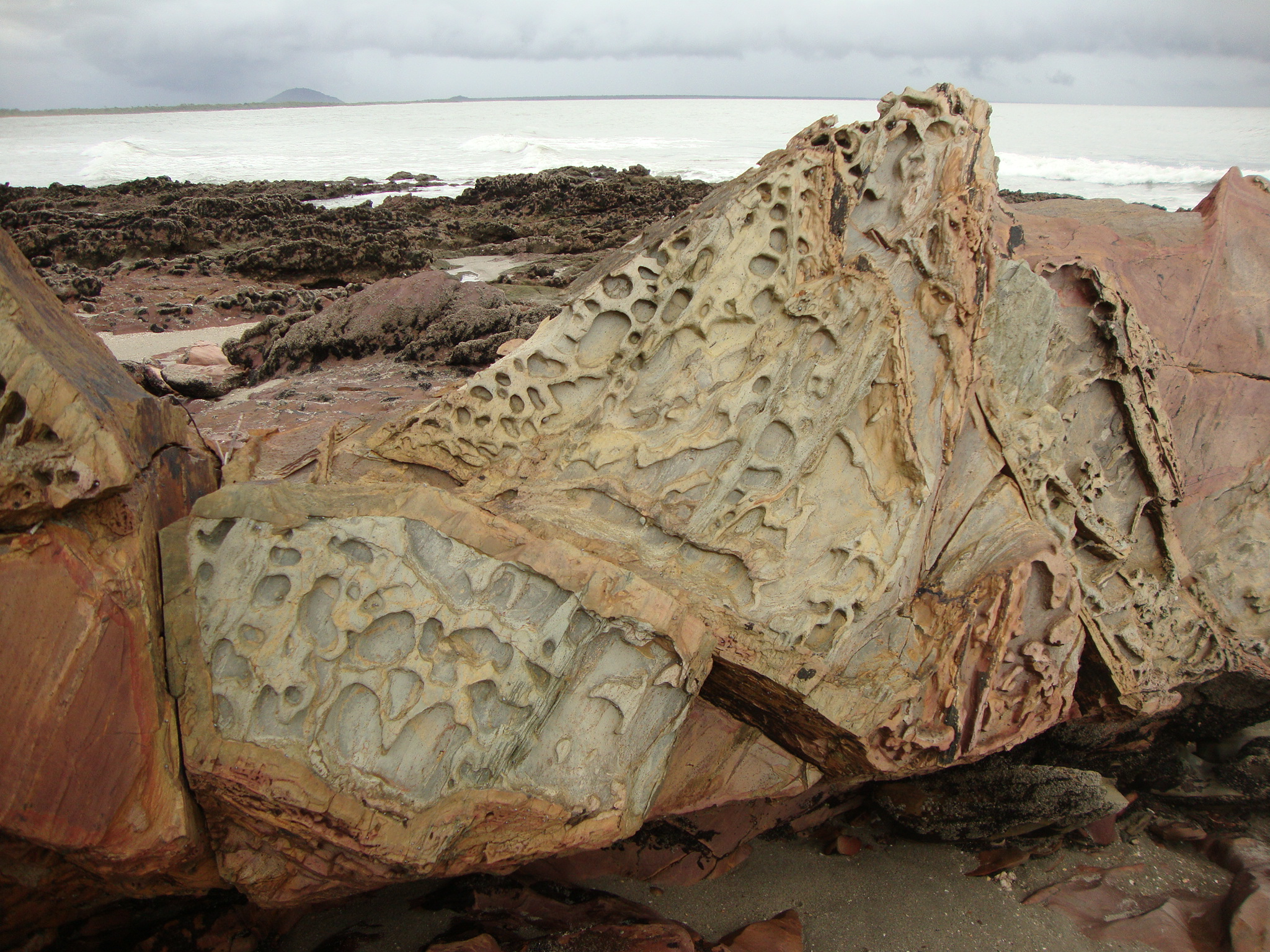
Costão rochoso no Parque Estadual da Ilha do Cardoso, em Cananeia, em São Paulo, no Brasil.

Em geografia, chama-se costão rochoso a uma formação rochosa no litoral marinho, como uma falésia ou um promontório, sem enseadas ou locais abrigados. Em ecologia, os costões são estudados pelos ecossistemas particulares que se desenvolvem naquelas formações. É considerado mais uma extensão do ambiente marinho que do ambiente terrestre, uma vez que a maioria dos organismos que o habitam estão relacionados com o mar.

## Descrição
As influências do meio ambiente físico determinam a zonação de cada costão rochoso. O fator abiótico mais importante na diversidade e abundância dos organismos num costão é a maré, mas são importantes também a exposição à luz solar, a temperatura, o vento e o hidrodinamismo.
É um ambiente heterogêneo: pode ser formado por paredões verticais bastante uniformes, que se estendem muitos metros acima e abaixo da superfície da água, ou por uma extensão de rochas fragmentadas de pequena inclinação. O ecossistema do costão rochoso pode ser muito complexo e, normalmente, quanto maior a complexidade, maior a diversidade de organismos.
O costão rochoso pode ser modelado por aspectos físicos, químicos e biológicos. Em relação aos aspectos físicos, a erosão por batimento de ondas, vento e chuva é o principal. Além destes, há o desgaste das rochas que pode ser causado por organismos habitantes ou visitantes do costão, como ouriços, esponjas e moluscos.

## No Brasil
No Brasil, podem encontrar-se costões rochosos por quase toda a costa. A maior concentração deste ambiente está na região Sudeste, onde a costa é bastante recortada.